# Paden City
Paden City är en ort i Tyler County, och Wetzel County, i West Virginia i USA. Vid 2020 års folkräkning hade Paden City 2 541 invånare.